# 5666 Rabelais
5666 Rabelais eller 1982 TP1 är en asteroid i huvudbältet som upptäcktes den 14 oktober 1982 av den rysk-sovjetiska astronomen Ljudmila Karatjkina vid Krims astrofysiska observatorium på Krim. Den är uppkallad efter den franske författaren François Rabelais.
Asteroiden har en diameter på ungefär tolv kilometer.